# Ricardo Cherini
Ricardo Daniel Cherini (Ciudad de Córdoba; 24 de abril de 1950- La Calera (Córdoba); 16 de marzo de 2008) fue un futbolista argentino que se desempeñó como delantero; destacó principalmente en Talleres de Córdoba e Instituto.

## Trayectoria

### Talleres
Un 11 de noviembre de 1967; Ricardo Daniel Cherini llegó proveniente de Libertad y debutó ante Atlético Bell por el torneo Provincial de Liga Cordobesa. Regresaría ocho años después para marcar una época llena de gloria en Talleres.  El historial de Cherini en Talleres reúne festejos, goles y títulos y hasta un comienzo que sólo la certeza de la estadística puede sacar a la luz. Porque si bien el jugador se destacó en la era dorada de los 70', pocos saben que ocho años antes y con sólo 17 años, hizo sus primeras armas en la institución. A préstamo de Libertad, Cherini se puso la azul y blanca en el debut del torneo. En Bell Ville, Talleres le ganó 2-1 a Atlético Bell con goles de Luis Gómez y Aníbal Rodríguez en lo que fue la presentación de uno de los punteros más destacados de la historia del club cordobés. 
A partir de 1975 formó parte de todos los planteles hasta su retiro en 1980 y fue uno de los jugadores más destacados de la década. Puntero izquierdo de gran velocidad, sacrificado en la marca y con un potente remate de media y larga distancia disputó el puesto con Antonio Alderete y de a poco fue ganándose un lugar en la consideración del técnico. En 1976 (con Rubén Bravo como conductor del equipo) fue clave en la clasificación a las instancias finales del torneo Nacional. En Santa Fe, Talleres tenía que empatar con Colón para ir a las finales. El equipo perdía por la mínima y jugaba con tres hombres menos por las expulsiones de Lucco y Valencia. Además, Galván lesionado era atendido fuera del campo. Cuando se jugaba tiempo de descuento, un envío del arquero Quiroga fue a parar a las espaldas de los centrales “sabaleros”. La velocidad de Cherini superó la marca de la defensa y el arquero Luraschi no pudo con el “Chiquitín” que marcó el 1-1 y tras la embestida del portero recibió un golpe que lo dejó inconsciente en el piso. Protagonista de aquel y otros partidos inolvidables como las semifinales ante River Plate, Newell’s Old Boys y las finales con Independiente, Ricardo Cherini quedó en la historia grande de la institución. En el Club jugó 149 partidos y convirtió 37 goles. Además obtuvo 14 títulos y es una de las glorias más recordadas de la historia grande de Talleres.

### Instituto
Llegó a Instituto en 1970 de la mano de Augusto Marcelino Fumero, técnico de "la Gloria", que lo hizo debutar en un amistoso ante Rosario Central, equipo sensación del momento dirigido por Enrique Sívori y en el que se destacaban, entre otros, Carlos Biasutto, José Mesiano, Agustín Balbuena, Aurelio Pascuttini, Alberto Fanesi, Carlos Colman y Raúl Castronovo. Cherini ingresó en el segundo tiempo por Jorge Omar Pirro y rápidamente se adueñó del puesto, hasta su partida a Francia, en 1972. Su despedida fue a lo grande: como campeón del Zonal y como segundo goleador, detrás del promisorio Kempes.

## Clubes
Ricardo Cherini integró los siguientes equipos:
| Club         | País      | Año         |
| ------------ | --------- | ----------- |
| Talleres     | Argentina | 1967        |
| Instituto    | Argentina | 1970 - 1972 |
| Stade Rennes | Francia   | 1972 - 1974 |
| Talleres     | Argentina | 1975 - 1980 |

## Palmarés

### Títulos como jugador

#### Títulos nacionales
| Equipo   | País      | Título         | Año  |
| -------- | --------- | -------------- | ---- |
| Talleres | Argentina | Copa Hermandad | 1977 |

## Fallecimiento
Murió el domingo 16 de marzo de 2008 de un infarto, a los 57 años. La muerte lo sorprendió en una estación de servicios de La Calera, luego de supervisar una obra en construcción de su propiedad. Tenía siete hijos, había vendido hace poco tiempo un taller metalúrgico y solía entretenerse jugando al golf, según relataron sus amigos. Sus restos fueron cremados al día siguiente. Una muerte que sin dudas enluteció al fútbol de la Provincia de Córdoba.